# Coconuts (DEENの曲)
「coconuts feat. kokomo」（ココナッツ フィーチャリング・ココモ）は、DEENの37thシングル。2010年7月14日にアリオラジャパンから発売された。

## 作品解説
表題曲の「coconuts feat. kokomo」は、ザ・ビーチ・ボーイズの「kokomo」がサンプリングされたイントロとなっており、PVにはパンツェッタ・ジローラモが出演している。
初回限定盤と通常盤の2種類で発売されており、初回限定盤には『DEEN LIVE JOY-Break14 〜Negai〜』の東京厚生年金会館公演のライブ映像が収録されたDVDが付属している。

## 収録曲

### CD
1. coconuts feat. kokomo
作詞：池森秀一
作曲&編曲：山根公路
kokomo:Words and Music by Mike Love,Scott Mckenzie,Terry Melcher & John Phillips
2. oh Darlin'〜KAI〜
作詞：池森秀一
作曲&編曲：田川伸治
3. Hello, my friend
作詞&作曲：松任谷由実
編曲：田川伸治
4. 太陽と花びら-pm remix-
作詞：池森秀一
作曲：池森秀一・時乗浩一郎
編曲：杉山洋介
5. coconuts feat. kokomo <off vocal version>
6. oh Darlin'〜KAI〜 <off vocal version>

### DVD（初回生産限定盤のみ）
- DEEN LIVE JOY-Break14 〜Negai〜より（#01〜05）

1. Glory Day feat. イトウシュンゴ
2. 五線紙のラヴソング feat. 宮本笑里
3. Negai feat. ミズノマリ
4. harukaze feat. paris match
5. Dance with my Music feat. paris match & イトウシュンゴ
6. DEEN Summer Photo Gallery

## 収録アルバム
- 『クロール』（#1）[4]
- 『Ballads in Blue II〜The greatest hits of DEEN〜』（#3、初回限定盤のみ）[5]
- 『DEENAGE MEMORY -20周年記念ベストアルバム-』（#1）[6]
- 『Another Side Memories〜Precious Best II〜』（#2）[7]
- 『DEEN The Best FOREVER 〜Complete Singles +〜』（#1）[8]